# Globoki potok
Globoki potok je hudourniški desni pritok reke Gradaščice, ki izvira v bližini Dobrove, zahodno od Ljubljane. Spada v porečje Ljubljanice.